# Paulo Sérgio Rocha
Paulo Sérgio Rocha (Andradina, 1 de outubro de 1978) é um ex-futebolista brasileiro que atuava como lateral-direito. Seu último clube foi a Cabofriense.

## Carreira
Em 2008, jogando pelo Grêmio, Paulo Sérgio teve boas atuações no início da temporada, firmou-se como titular na equipe de Celso Roth. Porém, por causa de atuações instáveis e da concorrência do jovem Felipe Mattioni, perdeu a posição para este, acabando o ano contestado e como reserva.[carece de fontes?]
Em 16 de dezembro de 2008, Paulo foi anunciado como contratação do Vasco da Gama.
No dia 9 de dezembro de 2009, o jogador foi contratado pela Portuguesa para a temporada 2010.
Em 2012, fechou com o Ceará.  No dia 9 de novembro de 2012, Paulo Sérgio teve o contrato rescindido com o Ceará. 
No dia 15 de janeiro de 2013, Paulo Sérgio acertou com o CRB.

## Estatísticas
Até 13 de outubro de 2013.
| Clube             | Temporada         | Campeonato nacional | Campeonato nacional | Copa nacional[a] | Copa nacional[a] | Competições continentais[b] | Competições continentais[b] | Campeonatos Estaduais[c] | Campeonatos Estaduais[c] | Total | Total |
| Clube             | Temporada         | Jogos               | Gols                | Jogos            | Gols             | Jogos                       | Gols                        | Jogos                    | Gols                     | Jogos | Gols  |
| ----------------- | ----------------- | ------------------- | ------------------- | ---------------- | ---------------- | --------------------------- | --------------------------- | ------------------------ | ------------------------ | ----- | ----- |
| Palmeiras         | 2007              | 22                  | 1                   | 3                | 0                | -                           | -                           | -                        | -                        | 25    | 1     |
| Palmeiras         | Total             | 22                  | 1                   | 3                | 0                | -                           | -                           | -                        | -                        | 25    | 1     |
| → Grêmio          | 2008              | 28                  | 1                   | -                | -                | -                           | -                           | -                        | -                        | 28    | 1     |
| → Grêmio          | Total             | 28                  | 1                   | -                | -                | -                           | -                           | -                        | -                        | 28    | 1     |
| Vasco da Gama     | 2009              | 24                  | 1                   | -                | -                | -                           | -                           | 12                       | 0                        | 36    | 1     |
| Vasco da Gama     | Total             | 24                  | 1                   | -                | -                | -                           | -                           | 12                       | 0                        | 36    | 1     |
| Portuguesa        | 2010              | 35                  | 1                   | 5                | 1                | -                           | -                           | 18                       | 0                        | 58    | 2     |
| Portuguesa        | 2011              | -                   | -                   | -                | -                | -                           | -                           | 9                        | 0                        | 9     | 0     |
| Portuguesa        | Total             | 35                  | 1                   | 5                | 1                | -                           | -                           | 27                       | 0                        | 67    | 2     |
| Guaratinguetá     | 2011              | 21                  | 0                   | -                | -                | -                           | -                           | -                        | -                        | 21    | 0     |
| Guaratinguetá     | Total             | 21                  | 0                   | -                | -                | -                           | -                           | -                        | -                        | 21    | 0     |
| Ceará             | 2012              | 14                  | 0                   | 1                | 0                | -                           | -                           | 13                       | 0                        | 28    | 0     |
| Ceará             | Total             | 14                  | 0                   | 1                | 0                | -                           | -                           | 13                       | 0                        | 28    | 0     |
| CRB               | 2013              | 15                  | 0                   | 4                | 0                | -                           | -                           | 6                        | 0                        | 25    | 0     |
| CRB               | Total             | 15                  | 0                   | 4                | 0                | -                           | -                           | 6                        | 0                        | 25    | 0     |
| Total na carreira | Total na carreira | 159                 | 4                   | 13               | 1                | -                           | -                           | 58                       | 0                        | 230   | 5     |

- a. ^ Jogos da Copa do Brasil
- b. ^ Jogos de Torneios Internacionais
- c. ^ Jogos do Campeonato Estadual e Copa do Nordeste

## Títulos
Figueirense
- Campeonato Catarinense: 2004

Vasco da Gama
- Campeonato Brasileiro - Série B: 2009

Ceará
- Campeonato Cearense: 2012

CRB
- Campeonato Alagoano: 2013, 2015